# Leyendas Mayas, Colección Leyendas y Poemas
Leyendas Mayas, volumen II de la Colección Leyendas y Poemas es una compilación de quince textos que fueron seleccionados por el escritor yucateco Clemente López Trujillo. Este libro fue editado por primera y única vez en México por Editorial Delfín en el año 1945. Consta de 200 páginas impresas a una tinta (negra), y portada a tres tintas (negro, verde claro y marrón).

## Contenido
El libro Leyendas Mayas está conformado de la siguiente manera:
Prólogo. Pág. V
1. Este es el libro de Chichén Itzá y de la princesa Sac-Nicté, por Antonio Mediz Bolio. Pág. 7
2. La flor de mayo, por Luis Rosado Vega. Pág. 25
3. X-háil, por Narciso Souza Novelo. Pág. 35
4. La paloma torcaz, por Eulogio Palma y Palma. Pág. 49
5. El canto de Xcucutcib, por Felipe Pérez Alcalá. Pág. 61
6. Esto se dice del pájaro Puhuy, por Luis Rosado Vega. Pág. 69
7. Cuentos de animales, por Luis Rosado Vega. Pág. 79
8. Este es el libro de Uxmal y del rey enano, por Antonio Mediz Bolio. Pág. 93
9. El origen de la mujer de Xtabay, por Luis Rosado Vega. Pág. 109
10. La leyenda de la mala nube, por Antonio Mediz Bolio. Pág. 119
11. Las criptas de kaua, por Manuel Rejón García (Marcos de Chimay). Pág. 135
12. El cha-chaac, por Felipe Pérez Alcalá. Pág. 145
13. El loh, por Felipe Pérez Alcalá. Pág. 153
14. Los indios de Chetumal, por Manuel Rejón García (Marcos de Chimay). Pág. 161
15. Usos y costumbres de las indias de Yucatán, por Juan José Hernández. Pág. 173

Apéndice en que se explican algunas palabras y expresiones mayas. Pág. 189

## Fragmentos del libro
Se muestran a continuación fragmentos de las leyendas mencionadas:

Prólogo: El indio maya y su leyenda, por Clemente López Trujillo.

Desde lo antiguo a Yucatán se le conoció por El Mayab. Así es apellidada hasta ahora esta tierra. ¡Quién sabe por cuanto tiempo más! En la lengua india, de Má, no y de Yaab, mucho, bastante, abundante. Y se traduce así: “la tierra de los pocos, la tierra de los escogidos”. Agreguemos: de los que se cuentan, en el espíritu.

Este es el libro de Chichén Itzá y de la princesa Sac-Nicté, por Antonio Mediz Bolio.

Todos los que han vivido en el Mayab, han oído el dulce nombre de la Princesa Sac-Nicté, que quiere decir: Blanca Flor.
Ella era como la luna apacible y alta que a todo mira con tranquilo amor; como la luna que se baña en el agua quieta, en la que todos pueden beber su luz.
Y era por eso la flor que florece en el mes de Moan, la alegría y el perfume del campo; el color para los ojos, la suavidad para las manos, la canción para los oídos, y, para los corazones, el amor.

La flor de mayo, por Luis Rosado Vega.

Por mayo es cuando más florece este árbol, y a eso obedece el nombre de Flor de Mayo, como es fácil comprender. Despide de sí un perfume suave pero sumamente grato y algo místico. Se la usa mucho en las Iglesias por ese tiempo, y es ornato especial de la que los indios llaman “Santa Cruz”, o sea la imprescindible cruz de madera regularmente pintada de verde, color que originalmente debió usar como un trasunto de la vegetación o manto de verdura que cubre la tierra.

X-háil, por Narciso Souza Novelo.

Llévola el Hada al sitio florecido de sus ensueños de amor, y pudo ver la tierra blanda aún en donde habían dado sepultura al dueño de su alma y de su corazón.  Allí la bella Zuyá lloró lágrimas que parecían gotas de rocío; de sus entristecidos ojos cuajados de ternura se desprendieron aquellas grandes lágrimas que siempre parecían asomar a sus párpados; y con ellos regó la sepultura amada.

La paloma torcaz, por Eulogio Palma y Palma.

“De improviso surgió de su fondo una barquilla, que comenzó a surcar la superficie, dejando una estela luminosa: era la piragua del hada, que salía de su mansión misteriosa.
“Al enfrentar con el árbol secular en que apoyó el guerreo la noche que le conocimos, resonó entre sus ramas el dulce y melancólico arrullo de una paloma torcaz.

El canto de Xcucutcib, por Felipe Pérez Alcalá.

Desde entonces la paloma todas las mañanas, o por la tarde, u oculta al medio día entre el follaje, o despertada a la media noche por el melancólico resplandor de la luna que excita sus recuerdos, entona siempre ese único canto tan triste y melodioso, eco de sus penas: “!Ay! Cuut-tuu-tuu-sen”, es decir: “la ardilla me ha engañado repetidas veces”.

Esto se dice del pájaro Puhuy, por Luis Rosado Vega.

Pero el Pavo Real es ingrato y pérfido, y una vez que alcanzó su deseo no volvió a acordarse de su amigo el buen pájaro Puhuy a quien debía tal éxito, y esto entre los hombres, señor, agregó con pesadumbre el hombre maya, es más frecuente que entre los animales…

Cuentos de animales, por Luis Rosado Vega.

Es proverbial la astucia del zorro. Gran ladrón de aves de corral, siempre fue perseguido por sus constantes fechorías nocturnas. Y dicen que dijo al Tamaychí: ¿Y cómo he de hacerlo si mi alimento natural es ese?... Y el Tamaychí lo enseñó a defenderse en la única manera posible, hacerse el muerto cuando le apalean para que el victimario lo abandone pronto y pueda huir…

Este es el libro de Uxmal y del rey enano, por Antonio Mediz Bolio.

De ese huevo brotó un niño con cara de hombre, que no creció más de siete palmos y dejó de crecer. Pero era despierto como una ardilla, y desde que nació hablaba y sabía, maravillando a las gentes. La vieja dijo que era su nieto, pues no quiso que rieran de que a sus muchos años pudiera tener un hijo.

El origen de la mujer de Xtabay, por Luis Rosado Vega.

Mucho se ha dicho de la mujer Xtabay… mucho, pero todo con referencia a que es una hermosa mujer india que embruja con sus malas artes a los hombres que se le acercan cuando la encuentran de noche en los caminos, y que los seduce porque es muy bella, pero que también los mata porque es muy cruel de corazón…

La leyenda de la mala nube, por Luis Rosado Vega.

El cielo está límpido. No se ve ni una nube en el firmamento. Pero de pronto asoma como un núcleo blanco en el horizonte hacia el lado que llaman Norte; y aquello se va ensanchando poco a poco hasta formar una nube blanca. Es la temible Sac-Muyal. Su forma es monstruosa siempre y por eso se la puede conocer y no equivocarla con las nubes buenas.

Las criptas de kaua, por Manuel Rejón García (Marcos de Chimay).

H´Kinxoc pedía a los dioses que librasen a su hija del trance terrible en que la pondría la demostración de sus simpatías, y a la patria, de la guerra civil que con motivo de la lucha fraternal se seguirá; pero el amor, Eros con el nombre de Yacunah en estas tierras, lo había dispuesto en otra forma.

El cha-chaac, por Felipe Pérez Alcalá.

-Señor –dijo al fin el que parecía jefe- hace más de un mes que no llueve, nuestras sementeras se están marchitando y amenazan secarse completamente, en momentos de espigar, lo que sería nuestra ruina, y vamos a hacer el Cha-chaac, a invocar al dios de las lluvias. Usted, señor, no cree en estas cosas y acaso se burlará de nosotros; pero cada uno hace su diligencia.

El loh, por Felipe Pérez Alcalá.

El signo de redención, presidiendo aquella ceremonia supersticiosa, revelaba una de tantas mezclas de las creencias católicas con las supersticiones indígenas, muy frecuentes entre las clases ignorantes.
Llegaron los músicos, hombres, mujeres y niños del vecino pueblo, y por último el H’men con paso lento y estudiada modestia, trayendo envuelto en su pañuelo encarnado un objeto de forma esférica.

Los indios de Chetumal, por Manuel Rejón García (Marcos de Chimay).

El indio permaneció como distraído esperando que se disparase la ballesta para lanzar su flecha; el español creyó verdaderamente en la distracción y disparó la jara; pero con suma rapidez el indio disparó la flecha, y a tiempo que se oyó decir al capitán Dávila: “Guardaos, Treviño, que estáis herido”, el indio se arrancaba del pecho la jara castellana exclamando: “No moriré a tus manos, perro cristiano”; y alejándose algo, se ahorcó con un bejuco.

Usos y costumbres de las indias de Yucatán, por Juan José Hernández.

Su aseo corporal raya en superstición, porque no tienen por racional a la que deja de lavarse el cuerpo todos los días. Para eso, ponen al fuego una piedra que llaman sastún, y cuando está caliente la echan en el agua que ha de servirles.